# Igorot-Kopfaxt

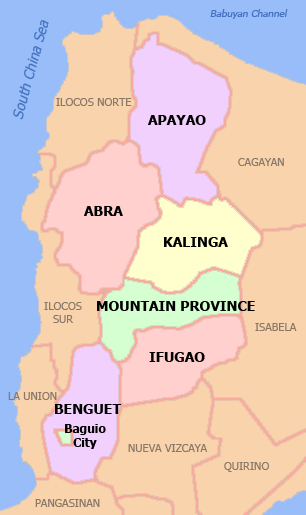
Verbreitungsgebiet

Die Kopfaxt ist eine Streitaxt der Igorot-Stämme in der Bergprovinz der philippinischen Zentralkordillere auf der Insel Luzon.
Alternative Namen sind: Igorot-Streitaxt, Igorot Axe, Head-Axe, Kalinga Head-Axe, Bontoc battle axe.

## Geschichte
Die Igorot entwickelten diese Axt als Waffe und Werkzeug. Igorot ist eine Sammelbezeichnung für verschiedene Ethnien, darunter Bontok (auch Bontoc), Ibaloy, Ifugao, Isneg, Kalinga und Kankanaey (auch Kananai). Ihren Namen erhielten sie von den die Kopfjagd ausübenden Stämmen, die diese Axt benutzten. Diese Äxte werden aus Tradition noch heute getragen. Der überwiegende Teil der Axtproduktion z. B. der Bontok-Igorot gelangte zu benachbarten Stämmen; bei den südlichen Bontok waren neben den Äxten auch die Bolo-Haumesser verbreitet.

## Beschreibung
Die Äxte haben eine glatte Klinge, die an der Schneide konkav oder gerade verläuft. Die obere Klingenseite ist leicht gebogen, die untere gerade. Gegenüber der Schneide hat sie einen spitzen Schlagdorn. Das Klingenblatt ist von gleichmäßiger Dicke. Der Axtstiel besteht meist aus Metall oder Holz. Er ist am unteren Ende dünner als am Auge.
Der hintere Schlagdorn kann zur Verwendung als Arbeitsgerät in den Boden gerammt werden. Da die Axt nun fest steht, kann man an der Schneide verschiedene Materialien schneiden.
Es gibt zwei Arten dieser Axt, die sich leicht unterscheiden lassen. Die Äxte der nördlichen Ethnien sind an der Klinge konkav gearbeitet, die der südlichen gerade. Nach Albert E. Jenks (1905) gab es Anfang des 20. Jahrhunderts in der Bontok-Region zwei hauptsächliche Dörfer, in denen diese Waffen hergestellt wurden. Die nördlichen Äxte wurden in Balbelasan hergestellt: sie haben die konkave Schneidenform und einen längeren Stiel; die südlichen in Baliwang: sie haben einen kürzeren Stiel und eine eher gerade, leicht schräge Schneide.

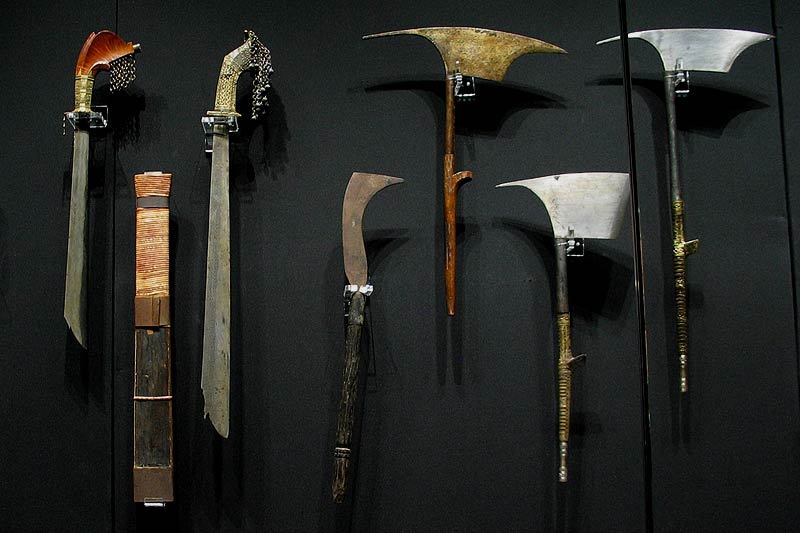
Rechts: drei Igorot-Äxte, links: drei Barong-Schwerter
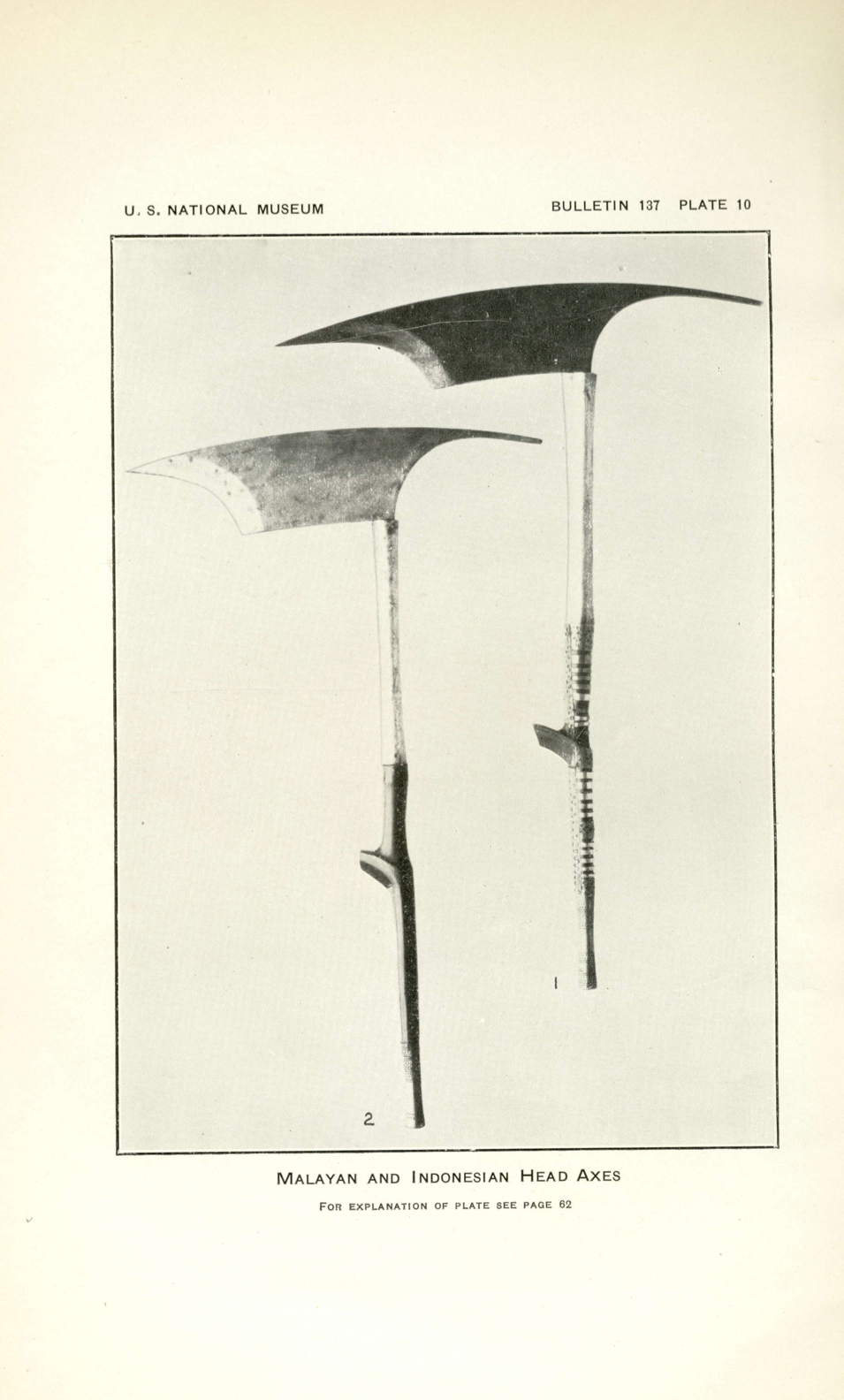
Links: Baliwang-Stil, rechts: Balbelasan-Stil
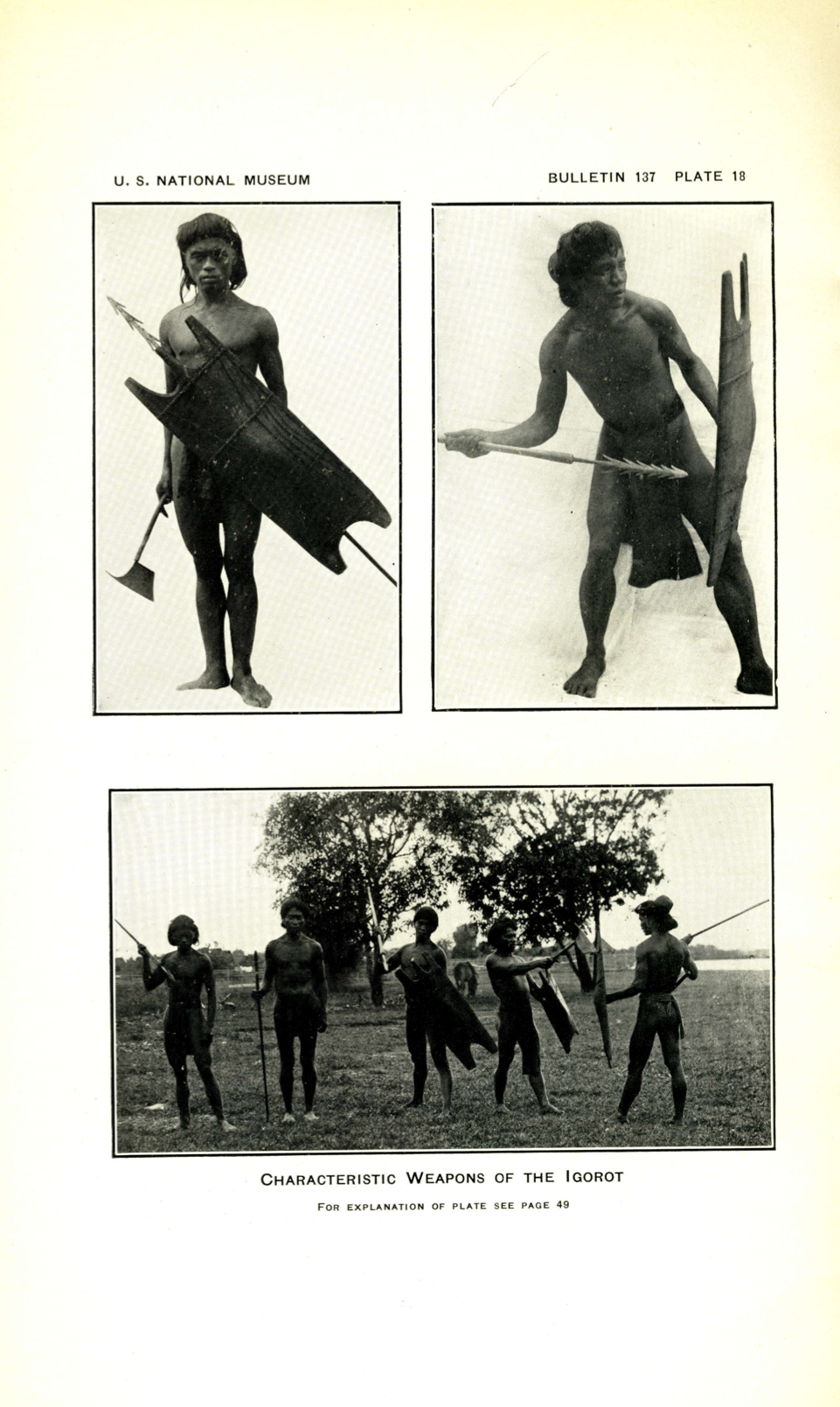
Igorot-Krieger, oben links: Kopfaxt, Speer und Schild als Schutzwaffe

Die Klinge ist etwa 30 cm lang, der Axtstiel etwa 40 cm.
Die Igorot bezogen das zum Schmieden notwendige Eisen nicht aus eigenem Abbau, sondern verwendeten in früheren Zeiten chinesische Eisenbarren und Brucheisen.
Die afrikanische Axt Manzhi hat eine gewisse Ähnlichkeit.